# Bársony János (építészmérnök)

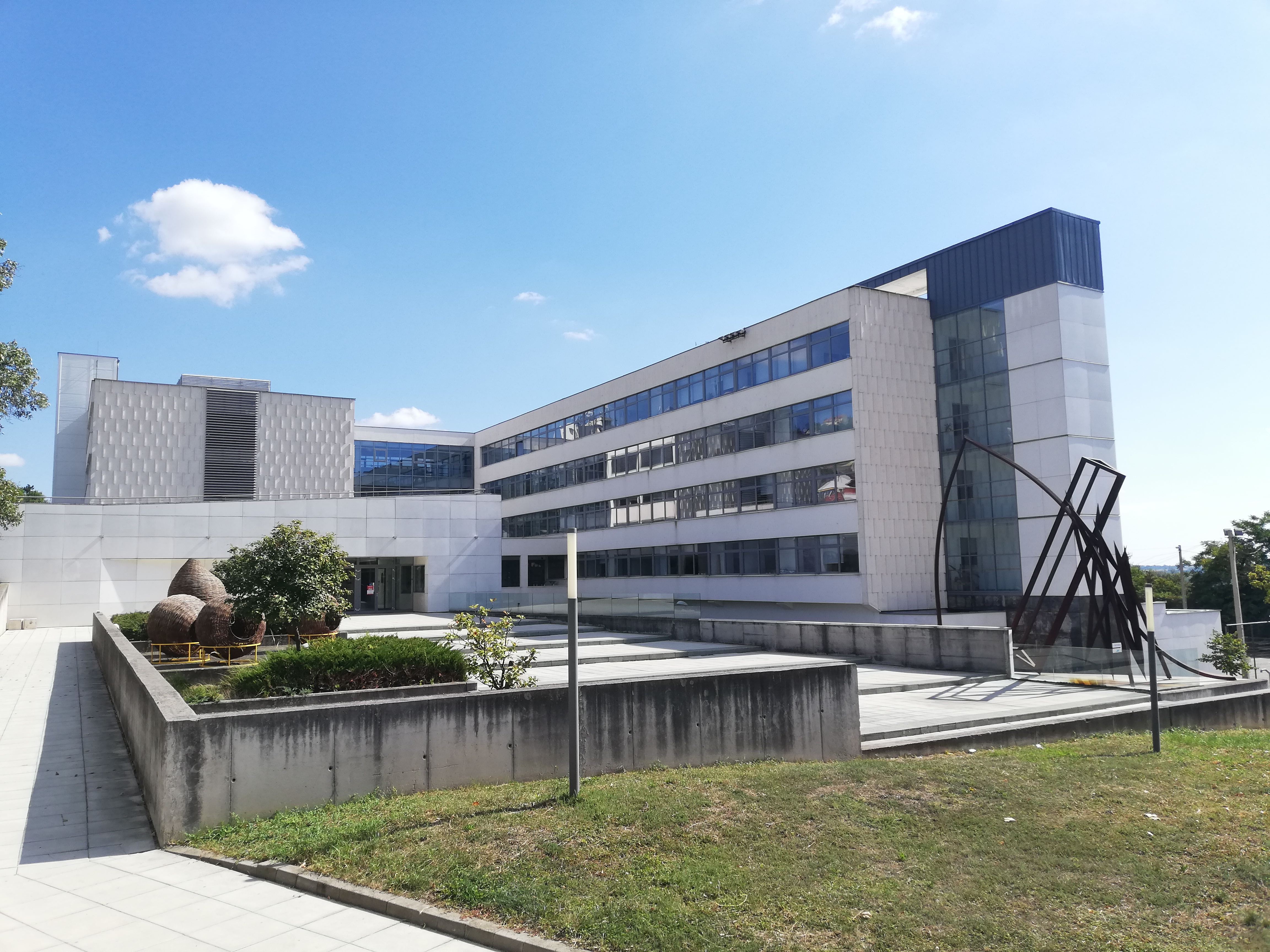
PTE Műszaki és Informatikai Kar Campus. Itt dolgozott 1973-tól 2005-ig, haláláig

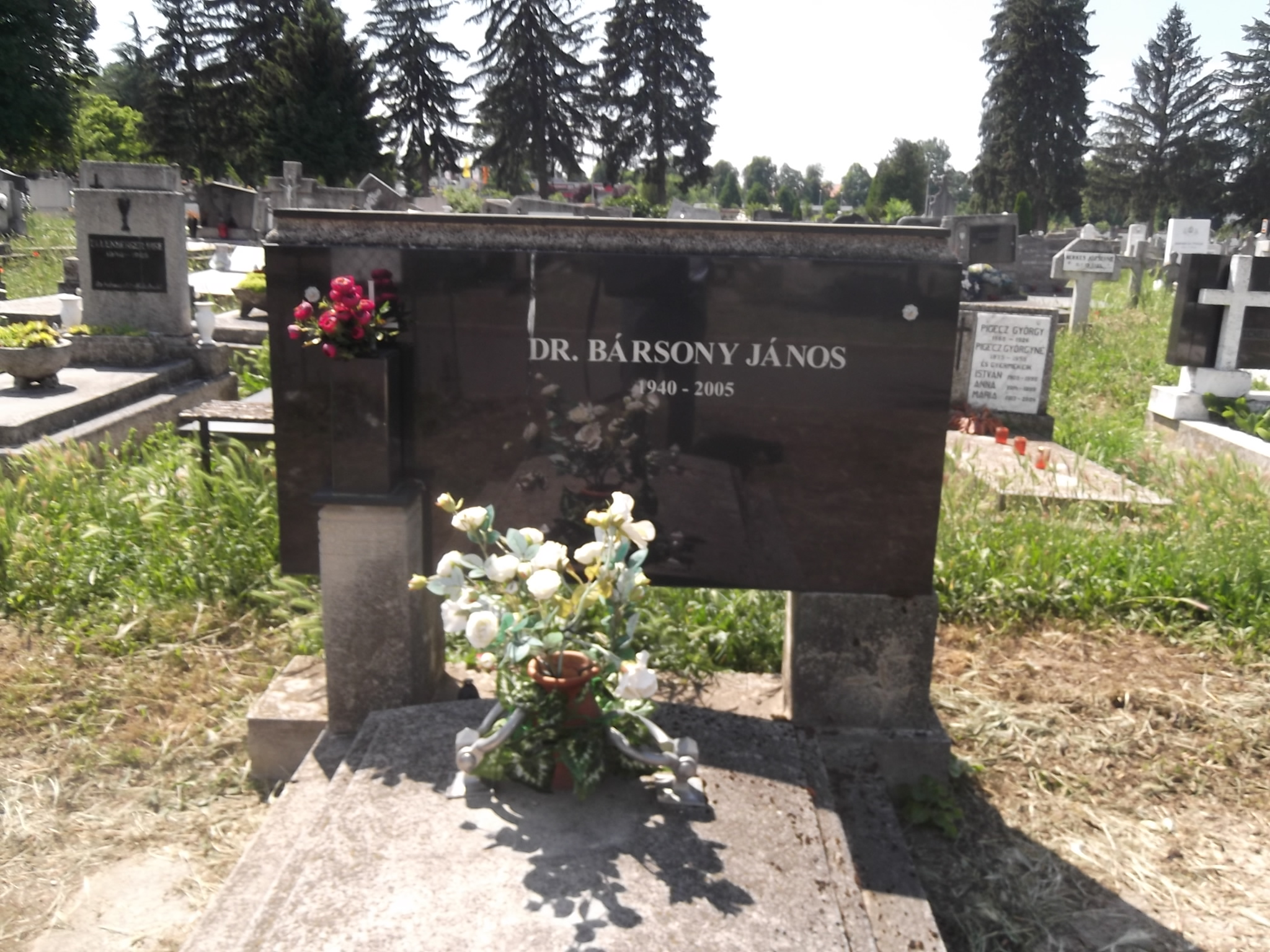
Pécsi Köztemető, Parcella: II., Sor: Sírhely: 807.

Bársony János (Budapest, 1940. január 12. – Pécs, 2005. szeptember 9.) magyar építészmérnök, egyetemi tanár, rektorhelyettes a Pécsi Tudományegyetemen (1997–2002).

## Életpályája
Érettségi után első mérnöki diplomáját 1963-ban szerezte Budapesten, az Építőipari és Közlekedési Műszaki Egyetem Mérnöki Karának Híd és Szerkezetépítő szakán. 1979-ben építész-statikus szakmérnöki diplomával a kezében lépett ki a Budapesti Műszaki Egyetem kapuján. A Budapesti Műszaki és Gazdaságtudományi Egyetemen 1990-ben doktorált. Az Eur.Ing címet FEANI-tól (European Federation of National Associations) 1993-ban kapta meg. 1997-ben a Budapesti Műszaki és Gazdaságtudományi Egyetem Építészmérnöki Karán a PhD címét védte meg. 
1963 és 1973 között irányító, tervező, műszaki osztályvezető munkakörök felelős betöltőjeként tevékenykedett a Beton és Vasbeton Ipari Művek Pécsi Gyárában, majd a Baranyaterv vezető statikusa volt. 
1973-ban a Pollack Mihály Műszaki Főiskolára került, ahol tanárként mérnökhallgatók ezreinek adta át kiemelkedő mérnöki alkotások megteremtőjeként szaktudását, hitét, elkötelezettség-érzetét. Főigazgató-helyettesként (1973–1995), intézetigazgatóként (1973–1995) is dolgozott. 1997-ben beruházási és fejlesztési rektorhelyettesi pozícióban foglalkozott az egyetem és a felsőoktatás gondjaival, problémáival. Realista gondolkodásmóddal szemlélte a jelenségeket. Nemcsak a ma, hanem a holnap diszciplínáiból indult ki, amikor fejlesztette a nemzetközi kapcsolatrendszert. 2002-től választott főigazgatóként hittel, kitartással és eredményesen kezdte tovább építeni a Pollackot. Egyértelműen az Ő vezetői érdeme, hogy ma a Pécsi Tudományegyetemnek olyan műszaki kara van, melynek nevéből a főiskolai jelző kikerült. 
Megélhette vágyának teljesülését, az általa teremtett egyetemi szintű kar első dékánja lett. Mint vezető elévülhetetlen érdemeket szerzett egy olyan munkakapcsolat rendszer kialakításával, fejlesztésével – országosan és regionálisan –, amely a mérnöki munka, az oktatási tevékenység tudományt megtermékenyítő és gyakorlatban is hasznosítható gazdag eredményét hozta. A Baranya Megyei Mérnöki Kamara alapító elnöke, az országos kamara alelnöke is volt. 
12 egyetemi jegyzete és 43 tanulmánya jelent meg. Számos nyugati országban volt tanulmányúton, illetve részt vett konferenciákon. 67 műszaki alkotásnak volt statikus tervezője. 
2004-ben a Magyar Köztársasági Arany Érdemkereszt, 2005-ben Zielinski Szilárd-díj (posztumusz) kitüntetésekben részesült. 
Szülei Bársony János és Tóth Anna. Második felesége Lehoczky Judit (1988–2005). Két fia – Barnabás és Farkas – az első feleségétől született.
Sírja a Pécsi Köztemetőben található (Parcella: II., Sor: Sírhely: 807).

## Legfontosabb publikációi
- Segédlet a Mechanika és a Tartószerkezetek című tárgyakhoz 1. Pécs, Műszaki Főiskola, Építőipari Kar, Tartószerkezetek Tanszék, 1977
- Vasbetonszerkezetek: módszertani útmutató és példatár. Pécs, Műszaki Főiskola, Építőipari Kar, Tartószerkezetek Tanszék, 1977
- Tartószerkezetek segédlet. Szerkesztette Bársony János. 5-ik kiadás. Pécs, PMMF, 1982
- Számítógéppel vezérelt mérőrendszerek kifejlesztése és alkalmazása építmények szerkezeteinek vizsgálatában. Kutatási jelentés. Társszerző: Metzing József. Pécs, Pollack Mihály Műszaki Főiskola Mélyépítési Intézet, 1986
- Előírások és táblázatok tartószerkezetek méretezéséhez. Társszerkesztő Kész Mária. Pollack Mihály Műszaki Főiskola Építész és Építőipari Intézet Szilárdságtan és Tartószerkezetek Tanszék, Pécs, 1993
- Fa-, fém- és műanyagszerkezetek. Társszerző Nagy Zoltán. Janus Pannonius Tudományegyetem Pollack Mihály Műszaki Főiskolai Kar. Pécs, JPTE, 1999